# Pomnik Augusta Hlonda w Poznaniu
Pomnik Augusta Hlonda – pomnik kardynała Augusta Hlonda, zlokalizowany w Poznaniu, na Ostrowie Tumskim, bezpośrednio przed gmachem Seminarium dla Polonii Zagranicznej przy ul. Lubrańskiego.
Monument, reprezentujący bardzo tradycyjne formy pomnikowe (cokół + postać) został stworzony przez Jerzego Sobocińskiego w 1981 (odsłonięcie w setną rocznicę urodzin patrona). Postać wykonana jest z brązu, cokół z granitu, a liternictwo z mosiądzu. Na cokole umieszczona jest sentencja łacińska Ut unum sint – Aby byli jedno i stylizowany na odręczny autograf patrona. Upamiętnienie Augusta Hlonda w tym miejscu, wiąże się z powołaniem przez niego do życia Towarzystwa Chrystusowego dla Polonii Zagranicznej (8 września 1932) i budową sąsiadującego z pomnikiem gmachu uczelni tego zgromadzenia (1936, projektował Stefan Cybichowski).